# 熊坂蘭斎
熊坂 蘭斎（くまさか らんさい、1799年（寛政11年） - 1875年（明治8年）11月14日）は、江戸時代後期から明治時代初期にかけての蘭学者、医師。松前藩士。名は助嘉。

## 生い立ち
1799年（寛政11年）、陸奥国伊達郡保原町（現・福島県伊達市）に生まれる。諸国をめぐって医をおさめ、長崎で蘭学、眼科を学ぶ。松前藩につかえ、のちに藩医になる。

## 家族
兄は南画家の熊坂適山。親戚に高子二十境創設者の熊坂覇陵、その子で「含餳紀事」を出版した熊坂台州がいる。また長井氏家臣の熊坂利衛門、伊達氏家臣の熊坂宇衛門は蘭斎の先祖にあたる。

## 著書
- 『軽騎加剌別印姿掣』
- 『山水唐画指南』
- 『竹石帖』
- 『適山画譜』